# Voanioala gerardii
Voanioala gerardii là một loài thực vật có hoa thuộc họ Arecaceae. Đây là một loài dừa lớn đơn loài của chi Voanioala. Chúng là loài đặc hữu của Madagascar.
Loài này hiện đang bị đe dọa vì mất môi trường sống, và ước tính có ít hơn mười cá thể trưởng thành còn sống sót.